# Champagne-en-Valromey
Pour les articles homonymes, voir Champagne.
Champagne-en-Valromey est une commune française, située dans le département de l'Ain en région Auvergne-Rhône-Alpes.
Ses habitants s'appellent les Champagnards.

## Géographie
La commune est située dans le Valromey, à l'ouest de la montagne du Grand Colombier.

### Climat
Pour des articles plus généraux, voir Climat d'Auvergne-Rhône-Alpes et Climat de l'Ain.
En 2010, le climat de la commune est de type climat de montagne, selon une étude du CNRS s'appuyant sur une série de données couvrant la période 1971-2000. En 2020, Météo-France publie une typologie des climats de la France métropolitaine dans laquelle la commune est exposée à un climat de montagne ou de marges de montagne et est dans la région climatique Alpes du nord, caractérisée par une pluviométrie annuelle de 1 200 à 1 500 mm, irrégulièrement répartie en été.
Pour la période 1971-2000, la température annuelle moyenne est de 9,9 °C, avec une amplitude thermique annuelle de 17,5 °C. Le cumul annuel moyen de précipitations est de 1 390 mm, avec 10,4 jours de précipitations en janvier et 7,9 jours en juillet. Pour la période 1991-2020, la température moyenne annuelle observée sur la station météorologique de Météo-France la plus proche, « Sutrieu », sur la commune de Valromey-sur-Séran à 3 km à vol d'oiseau, est de 9,3 °C et le cumul annuel moyen de précipitations est de 1 413,2 mm,. Pour l'avenir, les paramètres climatiques de la commune estimés pour 2050 selon différents scénarios d'émission de gaz à effet de serre sont consultables sur un site dédié publié par Météo-France en novembre 2022.

## Urbanisme

### Typologie
Au 1er janvier 2024, Champagne-en-Valromey est catégorisée commune rurale à habitat dispersé, selon la nouvelle grille communale de densité à 7 niveaux définie par l'Insee en 2022.
Elle est située hors unité urbaine et hors attraction des villes,.

### Occupation des sols
L'occupation des sols de la commune, telle qu'elle ressort de la base de données européenne d’occupation biophysique des sols Corine Land Cover (CLC), est marquée par l'importance des territoires agricoles (82,6 % en 2018), en diminution par rapport à 1990 (84 %). La répartition détaillée en 2018 est la suivante : 
zones agricoles hétérogènes (42,5 %), terres arables (24,3 %), prairies (15,8 %), forêts (14,5 %), zones urbanisées (2,9 %).
L'évolution de l’occupation des sols de la commune et de ses infrastructures peut être observée sur les différentes représentations cartographiques du territoire : la carte de Cassini (XVIIIe siècle), la carte d'état-major (1820-1866) et les cartes ou photos aériennes de l'IGN pour la période actuelle (1950 à aujourd'hui).

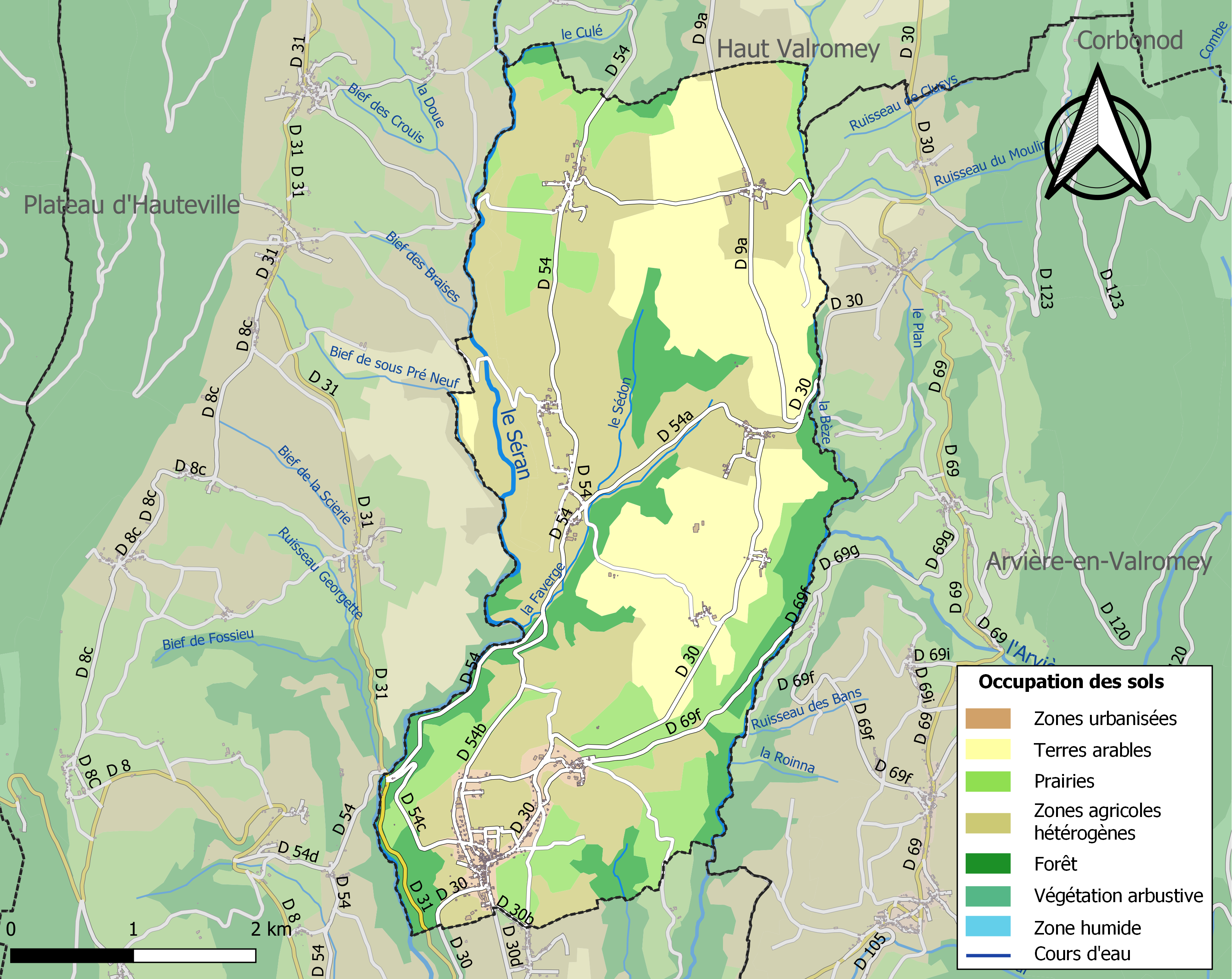
Carte des infrastructures et de l'occupation des sols de la commune en 2018 (CLC).

## Histoire

Territoire communal avec les anciennes communes.

Paroisse (In Campania, Chanpania, villa Champagnie in Veromesio ) sous le vocable de saint Symphorien. L'église faisait partie des anciennes dotations de l'évêché de Belley, auquel elle fut confirmée par le pape Innocent II, en décembre 1142. Les chanoines de Belley, dès cette époque, possédaient un prieuré à Champagne (prieuré Saint-Symphorien de Champagne), qui était en quelque sorte le chef-lieu de leur obédience du Valromey. Ce prieuré, aussi sous le vocable de saint Symphorien, n'est plus mentionné après le XIVe siècle.

L'église possédait jadis dix chapelles dotées. Celle de Notre-Dame était à la collation du seigneur du lieu. Celle de Sainte-Catherine dépendait du seigneur d'Hostel. Celle des Cinq-Plaies appartenait à la famille Parvy. Elle avait été fondée par un membre de cette famille, en 1534, ainsi que le constate l'inscription suivante gravée sur une pierre grise encastrée dans la muraille, à côté de l'autel : 

« Anno domini M. V. XXXIIII, dominus Franciscus, filius Johannis Parvi de Vercosino p[arrochianus] Champanie, Diocesis Gebenensis, incorporatus cathedralis Grono[politani] ac curatus beate Marie de Bernino, dio cesis Grono[politani], hoc sacellum seu capellam fecit fieri ad honorem dei et quinque plagarum Jesu-Christi, in qua fundavit tres missas unaquaque hed omada pro sua ejusque parentum salute, in eadem cavella per reetorem ejusdem celebrandas, scilicet unam m agnam de quinque plagarum Jesus, quolibet die veneris ; qua dicta, cantentur Libera me et De profundis cum orationibus; et tertiam parvam pro defunctis, quolibet die lune. Quibus celebrantis, dicatur De profundis. Pro quibus tribus missis dedit rectori dicte capelle pro uno semel octo centum florenos et omnia altaris ornamenta atque mirai calicem de bono argento deauratum ponderis unius libre argenti cum dimidia. Franciscus Parvus fieri ipsum tale sacellum Fecit, oui requiem det deus ipse donans Quisquis es hoc cernens, etc. »

Cette chapelle des Cinq-Plaies, placée aujourd'hui sous le vocable de saint Joseph, était appelée, au XVIIIe siècle, de Saint-Félix, parce que des reliques de ce saint y restèrent longtemps exposées. Les offrandes qu'occasionnèrent ces reliques motivèrent un long procès (1741-1747) entre le curé de la paroisse et Étienne Pochet, prêtre prébendier de la chapelle.
Champagne possède un hospice qu'il doit à la munificence de la famille Costaz, originaire de la commune.
Le 19 octobre 1956, Champagne devient Champagne-en-Valromey.
Le 1er janvier 1973, Champagne-en-Valromey absorbe les anciennes communes de Passin et Lilignod.
La commune n'est plus chef-lieu de canton depuis 2015, date à laquelle elle est rattachée au canton d'Hauteville-Lompnes.
En 2018, un projet de commune nouvelle est lancé avec Belmont-Luthézieu, Lompnieu, Sutrieu et Vieu. Champagne devait être le chef-lieu de Valromey-sur-Séran mais le 12 novembre 2018, une majorité de conseillers votent contre la création de la commune nouvelle. La commune est toutefois créée le 1er janvier 2019 par un arrêté préfectoral du 17 décembre 2018 sans Champagne et Belmont-Luthézieu devient le chef-lieu.

## Politique et administration

### Découpage territorial
La commune de Champagne-en-Valromey est membre de la communauté de communes Bugey Sud, un établissement public de coopération intercommunale (EPCI) à fiscalité propre créé le 1er janvier 2014 dont le siège est à Belley. Ce dernier est par ailleurs membre d'autres groupements intercommunaux.
Sur le plan administratif, elle est rattachée à l'arrondissement de Belley, au département de l'Ain et à la région Auvergne-Rhône-Alpes. Sur le plan électoral, elle dépend du  canton de Plateau d'Hauteville pour l'élection des conseillers départementaux, depuis le redécoupage cantonal de 2014 entré en vigueur en 2015, et de la cinquième circonscription de l'Ain  pour les élections législatives, depuis le dernier découpage électoral de 2010.

### Liste des maires
| Période | Période  | Identité          | Étiquette | Qualité                                                           |
| ------- | -------- | ----------------- | --------- | ----------------------------------------------------------------- |
| 1892    | 1925     | Francisque Dor    |           |                                                                   |
| 1925    | 1937     | Louis Jacquet     | Rad.      | Conseiller général du canton de Champagne-en-Valromey (1922-1938) |
| 1937    | 1953     | William Marquois  |           |                                                                   |
| 1953    | 1959     | Clément Troccon   |           |                                                                   |
| 1959    | 1977     | Armand Boulangeot |           | Général                                                           |
| 1977    | 1981     | Jean Paret        |           |                                                                   |
| 1981    | 2008     | Raymond Juillet   | DVD       |                                                                   |
| 2008    | En cours | Claude Juillet    |           |                                                                   |

### Intercommunalité
La commune fait partie de la communauté de communes Bugey Sud depuis le 1er janvier 2017, après avoir appartenu à la communauté de communes du Valromey, et du syndicat mixte du bassin versant du Séran.

## Population et société

### Démographie
En 2022, la commune comptait 826 habitants, en évolution de +0,12 % par rapport à 2016 (Ain : +5,15 %, France hors Mayotte : +2,11 %).
| 1793 | 1800 | 1806 | 1821 | 1831 | 1836 | 1841 | 1846 | 1851 |
| ---- | ---- | ---- | ---- | ---- | ---- | ---- | ---- | ---- |
| 451  | 376  | 360  | 496  | 470  | 507  | 562  | 560  | 555  |

| 1856 | 1861 | 1866 | 1872 | 1876 | 1881 | 1886 | 1891 | 1896 |
| ---- | ---- | ---- | ---- | ---- | ---- | ---- | ---- | ---- |
| 543  | 537  | 558  | 542  | 507  | 584  | 553  | 503  | 529  |

| 1901 | 1906 | 1911 | 1921 | 1926 | 1931 | 1936 | 1946 | 1954 |
| ---- | ---- | ---- | ---- | ---- | ---- | ---- | ---- | ---- |
| 525  | 506  | 465  | 446  | 445  | 415  | 422  | 440  | 431  |

| 1962 | 1968 | 1975 | 1982 | 1990 | 1999 | 2004 | 2006 | 2009 |
| ---- | ---- | ---- | ---- | ---- | ---- | ---- | ---- | ---- |
| 442  | 497  | 687  | 714  | 667  | 674  | 686  | 691  | 766  |

| 2014 | 2019 | 2022 | - | - | - | - | - | - |
| ---- | ---- | ---- | - | - | - | - | - | - |
| 821  | 811  | 826  | - | - | - | - | - | - |

## Culture et patrimoine

### Lieux et monuments
Religieux
- Chapelle de Lilignod : chœur et chapelle gothiques.
- Église Saint-Maurice de Passin : nef romane.
- Prieuré Saint-Symphorien : dépendait de l'abbaye Saint-Symphorien d'Autun.Pain de Sucre de Poisieu.

Civils

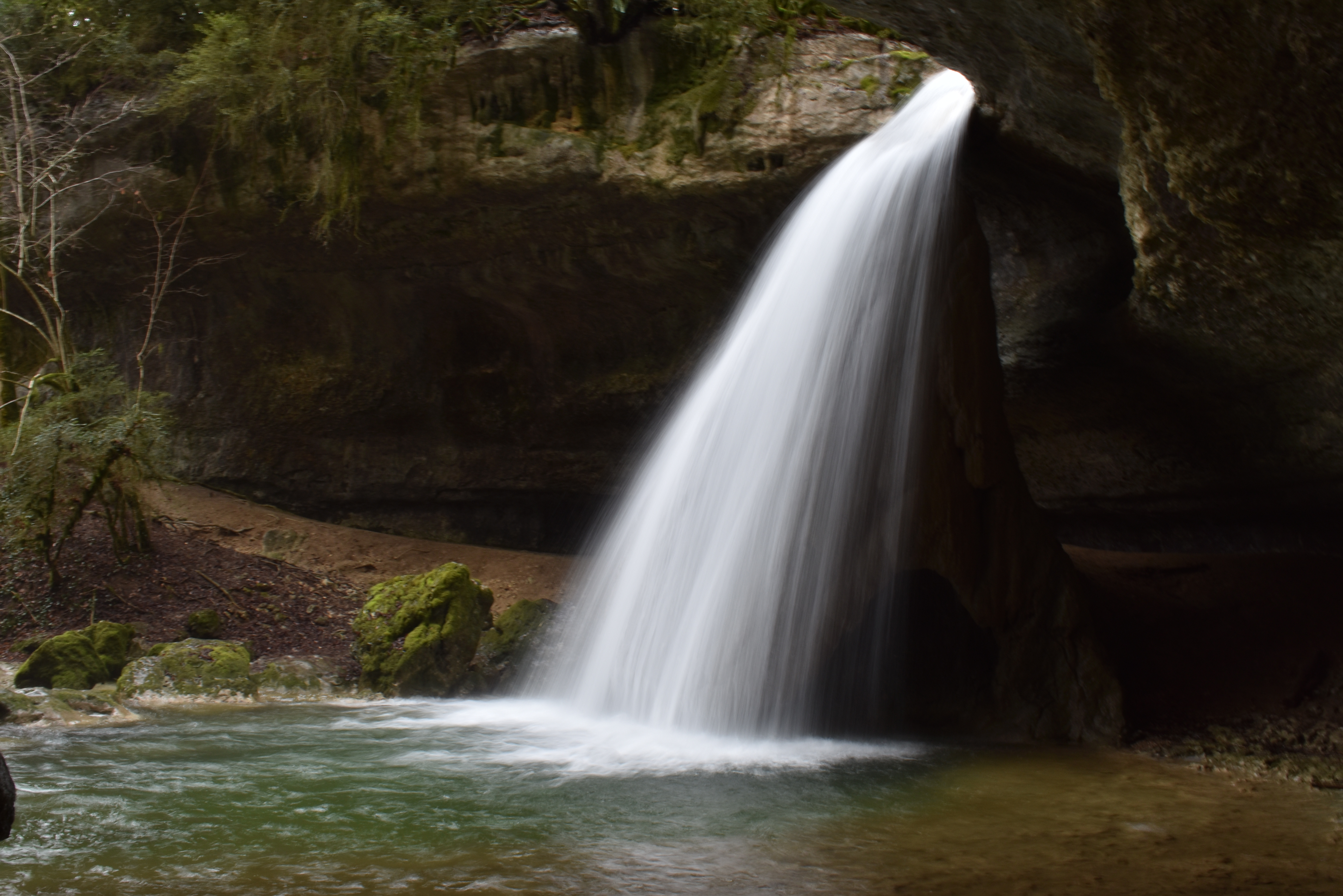
Pain de Sucre de Poisieu.

- Vestiges d'une villa gallo-romaine à Ossy.
- Stalagmite (cascade) du Pain-de-Sucre à Poisieu.
- Le pont à Favre sur le Séran.
- Le Puits des Tines sur le Séran à Lilignod.
- Le bac (époque romaine) au bout du chemin de Jargeoneau à Champagne.[réf. nécessaire]
- Le bac gallo-romain à Poisieu.[réf. nécessaire]

### Personnalités liées à la commune
- Benoît Costaz, évêque de Nancy sous l'Empire, est né dans la commune.
- Louis Costaz, frère du précédent, est également né à Champagne-en-Valromey le 17 mars 1767. Il participe à la campagne d'Égypte sous Bonaparte en tant que géomètre. Bonaparte lui confie la mission d'explorer la Haute Égypte. De retour en France, il entreprend une brillante carrière  administrative et scientifique. Il est préfet de la Manche (1804-1809), directeur général des Ponts et Chaussées (1813), président de la Société de géographie (1829). Napoléon le nomme baron en 1809. Il meurt à Fontainebleau en 1842[21].
- Claude Anthelme Costaz, frère des précédents, haut-fonctionnaire sous l'Empire.
- René Pingeon, coureur cycliste, frère de Roger Pingeon, est né à Passin, en 1943.
- Jean-Louis Jenin, général de brigade français, est né à Champagne-en-Valromey en 1745.

| Blason de la commune de Champagne-En-Valromey | Palé d'argent et d'azur au lion de gueules, armé, lampassé et couronné d'or, brochant sur le tout, chargé en cœur d'un écusson de gueules au lion d'argent. |